# Sweat (film)
Sweat è un film drammatico del 2020 diretto da Magnus von Horn.

## Trama
Sylwia è una influencer molto seguita nel mondo del fitness. La sua celebrità però nasconde una profonda solitudine e un'esistenza segnata da una tragica realtà familiare e sociale.

## Produzione
Si tratta del secondo lungometraggio del regista svedese naturalizzato polacco Magnus Von Horn, dopo The Here After del 2015. Il film doveva essere presentato alla selezione del Festival di Cannes del 2020, poi cancellato a causa della pandemia di Covid-19 .

## Accoglienza

### Critica
Paolo Birreci, su Sentieri selvaggi assegna al film una valutazione di 3,5 stelle su 5, definendolo un ritratto amaro dell'attuale condizione degli influencer. Il film mette bene in evidenza la "mercificazione del corpo umano" creata dai social e la tossicità che questi nascondono .